# Bernard Santona
Bernard Santona, né le 10 novembre 1921 à Pontailler-sur-Saône et mort le 1er février 1978 à Dijon, est un sportif français ayant pratiqué à haut niveau l'athlétisme (en particulier le 400 mètres) et le handball.
Il remporte la médaille d'or du relais 4 × 400 mètres lors des Championnats d'Europe 1946 d'Oslo aux côtés de Yves Cros, Robert Chef d’Hôtel et Jacques Lunis en établissant un nouveau record de France en 3 min 14 s 4. Alors licencié au Paris université club, il remporte le titre du 400 m des Championnats de France 1947.
Ses records personnels sont de 22 s 4 sur 200 m et 48 s 8 sur 400 m.
Il a également pratiqué le handball, dans sa version à onze en extérieur et à sept en salle. Resté fidèle au CSL Dijon en dehors de la période entre 1946 et 1949 où ses études l'ont amené
à signer au PUC, il a été sélectionné à 23 reprises en équipe de France entre 1946 et 1955, participant notamment au Championnat du monde 1954.

## Palmarès
Athlétisme
- médaille d'or du relais 4 × 400 mètres lors des Championnats d'Europe 1946
- Vainqueur du 400 m des Championnats de France d'athlétisme 1947

Handball
- 6e place (sur 6) au Championnat du monde 1954
- Finaliste de la Coupe de France de handball à onze en 1953